# Mongu
Mongu é uma cidade e um distrito da Zâmbia, localizados na província Ocidental.

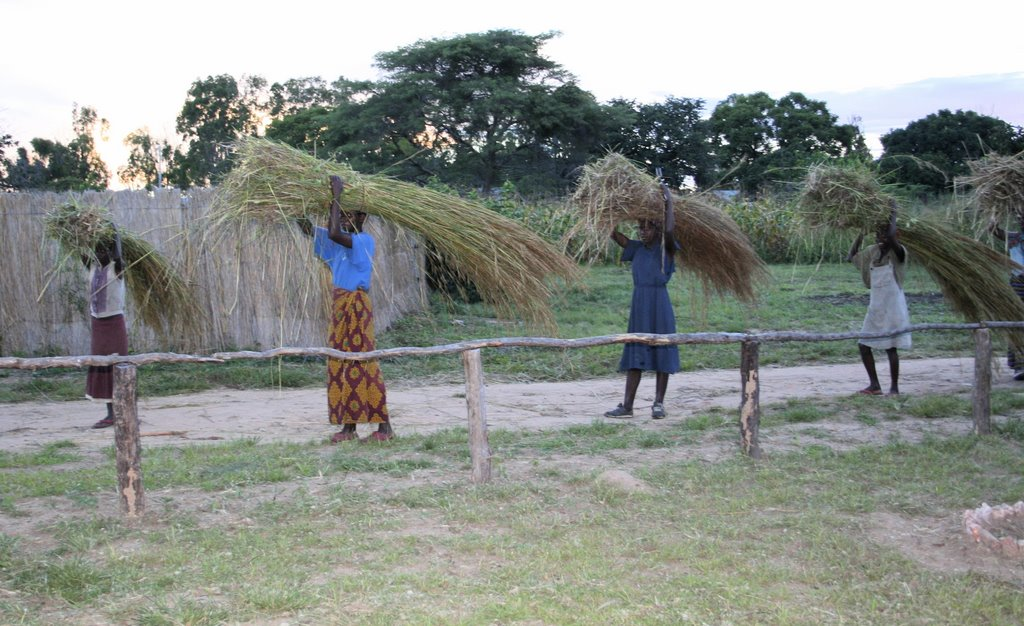
Mulheres carregando ervas para forrar as habitações e fazer vedações